# Боливия
Болѝвия, официално от 10 юни 2009 – Многонационална държава Болѝвия (на испански: Estado Plurinacional de Bolivia) е държава в централната част на Южна Америка. Граничи с Бразилия на север и изток, с Парагвай и Аржентина на юг и с Чили и Перу на запад.
Страната има площ 1098,6 хил. km². Има две столици – Ла Пас и Сукре.

## География
Боливия е разположена по-близо до западното крайбрежие на Южна Америка, отколкото до източното. Граничи (в километри) с Бразилия – 2570, Парагвай – 769, Аржентина – 742, Чили – 890 и Перу – 1147. Няма директен излаз на Тихия океан (само коридор до чилийския град Арика).
Югозападната част на Боливия е заета от Централните Анди с най-високия връх в страната – Сахама (6542 m), който е и вулкан, и орографски единици като Боливийското плато (Altiplano). Предпланинските равнини преминават на север в Амазонската низина, на изток – в заблатената равнина Пантанал, а на югоизток – в крайните области на Лаплатската низина.
Правителствената столица на Боливия – Ла Пас (Nuestra Señora de La Paz) е най-високо разположената столица в света (3625 m надморска височина) и се намира в подножието на втория по височина връх в страната – Илимани (6438 m). На границата с Перу се намира свещеното за древните инки езеро Титикака, най-високо разположеното плавателно езеро в света.
Климатът в страната е субекваториален, с изключение на западните части, в които са разположени Андите. В западната част климатът е планински и температурите като цяло са много по-ниски, отколкото в източната. В района на планинския климат температурите през цялата година са еднакви – максималните са около 13 – 16 °C, а минималните – около −3 – +4 °C. В източната част (субекваториален климат) има 2 отчетливи сезона – суха зима (април – септември) и влажно лято (октомври – март). Максималните температури през лятото са в интервала 28 – 30 °C, а през зимата 24 – 26 °C. Минималните през лятото са 19 – 22 °C, а през зимата 16 – 18 °C. Ла Пас е най-високо разположената столица в света. Надморската ѝ височина е 3627 m. На такава височина въздухът е силно разреден и чужденците, гости на боливийската столица, често имат затруднения с дишането.

В Боливия се намират най-големите солни равнини (солникът Уюни, Salar de Uyuni). На границата с Перу се намира Титикака – най-високото плавателно езеро в света. В страната се намират много паметници на архитектурата и културата на инките. От испанската колонизация са останали много паметници в бароков стил (градовете Потоси, Сукре), за чиято реставрация през 1993 г. е стартирана специална програма. 

## История
Районът около Андите е бил населяван от хора още от III хилядолетие пр.н.е.
Между 200 г. пр.н.е. и 1200 г. от н.е. в района около езерото Титикака съществува цивилизацията на Тиуанако. Друга етническа група от това време са моксосите, изчезнали след испанското завоевание през 1525 г.
Под испанска власт територията е наричана „Горно Перу“ или „Каракас“. През 1809 г. страната обявява независимост, но до 1825 г. води война за утвърждаването ѝ. На 6 август 1825 г. държавата е кръстена на революционера и един от основните лидери на освободителното движение в Латинска Америка Симон Боливар, който е и неин пръв президент. Следват 60 години на дълги войни и неизгодни договори, с които Боливия изгубва около половината си територия, включително излаза си към Тихия океан (в полза на Чили) и богати нитратни залежи (губи и селитрата в пустинята Атакама). В края на  XIX век се забелязва частично повишаване на стандарта и стабилизиране, главно поради покачване на цената на среброто в световен мащаб. След поредната загубена война – от Парагвай (1932 – 1935, т.нар. „Чако“) управляващата класа губи доверие сред боливийците и активно в управлението на страната започва да се намесва армията.
През 1952 г. Националистическото революционно движение извършва революция и начело на държавата застава Виктор Пас Естенсоро. През 1964 г. партията се разцепва и Виктор Пас е свален от власт. След смъртта на следващия президент Рене Бариентос Ортуньо през 1969 г. настъпва период на слабо управление и криза. По време на управлението на генерал Уго Бансер Суарес (1971 – 1978) има забележителен икономически растеж, но често се нарушават човешките права. Той е принуден от опозицията да насрочи избори през 1978 г., последвани от нов период на политически вълнения. Само за няколко години се извършват редица преврати и контрапреврати. През 1990-те се провеждат множество реформи, приватизирани са много предприятия. В началото на новото хилядолетие страната навлиза в период на 4-годишна икономическа рецесия, която води до множество протести и политическа криза. На 18 декември 2005 г. са проведени нови президентски избори, спечелени от Хуан Ево Моралес Айма от „Движение за социализъм“ с 54%. След оставката му през 2019 г. страната се ръководи от временен президент – постът се заема последователно от 2 жени, Адриана Салватиера и Жанин Аньес.

## Държавно устройство
Парламентът на Боливия е двукамарен, състои се от Сенат (горна камара) и Камара на депутатите (долна камара). Настоящият президент (2024 г.) на страната е Луис Арсе (от 2020 г.).

## Административно деление
Боливия е разделена на 9 департамента (на испански: departamentos)):
- Чукисака – (Сукре)
- Кочабамба – (Кочабамба)
- Бени – (Тринидад)
- Ла Пас – (Ла Пас)
- Оруро – (Оруро)
- Пандо – (Кобиха)
- Потоси – (Потоси)
- Санта Крус – (Санта Крус де ла Сиера)
- Тариха – (Тариха)

Всеки департамент се разделя на провинции (на испански: provincias), кантони (на испански: cantoas) и градски общини (на испански: municipios).
Най-големи градове са Ла Пас (1,2 млн. души), Санта Крус де ла Сиера (1,5 млн. души) и Кочабамба (500 хил. души).

## Население
Населението на Боливия е около 11 млн. души. Тя е една от трите южноамерикански страни (заедно с Перу и Парагвай), в която най-голямата част населението се състои от американски индианци. Близо 33% от населението е от народа кечуа, а 30% – от аймара. Около 25% от населението са метиси (смесица на индианци и европейци), а 12% са наследниците на европейските заселници. Официален език в страната е испанският, както и индианските езици кечуа (2,5 млн.) и аймара (2 млн.).
В страната се говорят общо 36 езика, най-разпространени са чикитано (180 хиляди), гуарани (125 хил) и др. В Боливия има много общности: немска, италианска, американска, баска, хърватска, азиатска (предимно японска) и др. Афро-боливийците (чернокожите боливийци) са около 1% от населението на страната. Мнозинството от боливийците изповядват римокатолическата религия. В страната има и мормонска църква, както и боливийци, изповядващи исляма, юдаизма и бахайството.

## Икономика
Въпреки огромните природни и минерални ресурси, с които Боливия разполага, тя остава най-бедната държава в Южна Америка. Отчасти това се дължи на високата корупция в страната, липсата на правилно оползотворяване и изостаналите технологии за добив. В последните няколко години, главно поради реформите, а и заради открити залежи на газ, в страната има известен прогрес.
Брутният вътрешен продукт е 22,33 милиарда щатски долара (2004 г., като ръстът е 3,7%. По сектори то се разпределя по следния начин: земеделие – 13%, индустрия – 28%, услуги – 59%. Около 4 милиона са в трудоспособна възраст. Безработицата е около 9,4%. Близо 64% от населението живее под прага на бедността. Инфлацията е малко под 5%. Вносът на страната се изчислява на около 5,5 милиарда щатски долара. От жизнена важност за външната търговия на страната е река Парагвай, чрез която държавата се свързва с Атлантическия океан (тече по част от границата ѝ, по-късно се влива в река Парана, а тя – в океана). За 15 години (между 1991 и 2006 г.) износът се е покачил тройно (от 650 млн. до 1,9 млрд. щ.д.) Вносът е за около 1,6 млрд. щ.д.
Боливия се очертава като примамлива туристическа дестинация, главно поради голямото си историческо богатство. В Ла Пас има множество музеи, а в околностите ѝ се намира старата столица на империята Тиванако.

## Вижте още
- Комуникации в Боливия
- Транспорт в Боливия
- Армия на Боливия
- Външна политика на Боливия